# A győztes
A győztes Géczy Dávid kisjátékfilmje, amit 2014-ben mutattak be a MOM Kulturális Központban. Egy fiktív történet Kovács István úszóbajnokról, a győzelemről, sikerről és annak időskori megéléséről.
A film 2013-ban elnyerte a NMHH Médiatanács Magyar Média Mecenatúra Programjának keretében a Huszárik Zoltán kisjátékfilmes és kísérleti filmes pályázat gyártási támogatását is.
2015 májusában beválogatták az augusztusban 40. alkalommal megrendezett OFF15 A-kategóriás dán filmfesztivál programjába. A Dán Filmintézet a fesztivállal együttműködésben egy évre szabadon elérhetővé tette A győztes című filmet a mindössze 11 alkotást tartalmazó, a "fesztivál legjobb rövidfilmjeit bemutató" válogatásában, elsősorban a dán oktatási intézmények és filmkultúra támogatásának céljából.

## A történet
Kovács István úszóedző, a moszkvai olimpia valamikori aranyérmes bajnoka fiatal tehetségekkel foglalkozik. Sem a gyerekeket, sem a munkáját nem szereti. Csak akkor érzi jól magát, ha a vízbe beugorva újra átélheti élete legnagyobb diadalát, az olimpiai bajnoki döntőt. Bár a víztől már eltiltották, számára semmi másnak nincs értelme... Egy ember portréja ez, mely lerántja a fátylat az idősekben megbújó nosztalgiáról és arról az életerőről, ami még mindig bennük szunnyad.

## Szereplők
- Lukáts Andor – Kovács István
- Kamarás Iván – Kovács István 1980-ban
- Földes Eszter – feleség
- Racsek Tamás – Tomi
- Szemző Simon – Simon
- Veczel Máté – Máté
- Lux Ádám – orvos
- Takács Koppány – gyerek
- Mikola Gergő – Ivan Popov, orosz úszó
- Askar Shalov – mongol úszó
- Dóka Tamás – Kovács István régi edzője
- Zinner László – politikus
- Vámos Ottó – politikus
- Bihari László – politikus
- Kovács László – politikus
- Grega Bernadett – politikus feleség
- Hábermann Lívia – politikus feleség
- Henriette Hubertova – politikus feleség
- Bodnár Tünde – riporternő
- Eperjesi Marcell – fotós
- Regula Richárd – fotós
- Balázs Olivér – orvos
- Szántó András – orvos
- Wittmann Miklós

## Háttér
Farkas Dániel operatőr ajánlotta Géczy Dániel rendező figyelmembe Podmaniczky Szilárd Szép magyar szótár című művének egyik szócikkét. Laska Pál forgatókönyvíró akkor csatlakozott a koncepció kidolgozásához, amikor az alaptörténet már megvolt – az idős úszóról, aki éjszakánként úszik, s fiatal énjével versenyez, le akarja győzni azt. Az már a közös gondolkodás gyümölcse volt, hogy az eredmény elérése minden generáció motivációja, s e mentén jött a történetbe a harmadik szál, a gyerekek.
Lukáts Andort is Farkas Dániel javasolta. A színésznek számos rendezői és színészi ötlete volt a filmmel kapcsolatban, melyek közül többet be is építettek – mint például az edzésről elkéső gyerekek ruhában vízbe parancsoló büntetését, ami egy a valóságban is létező szankció. Kamarás Iván személyiségével tudott a főszereplő (Lukács Andor) fiatal énje életre kelni a vásznon. Már többször dolgozott együtt Géczy Dáviddal azelőtt és a film kedvéért az Egyesült Államokból utazott haza a forgatásra. A 100 méteres olimpiai döntő jelenetében hivatásos úszókkal versenyzett, de nem akarta, hogy dublőr helyettesítse, ezért sokat készült.

A legnagyobb technikai kihívást az idős úszó haláljelenete jelentette. Búvár operatőrrel és több kamerával forgatták. Lukáts Andorra súlyokat raktak, hogy hitelesen és hanyatt merüljön, ráadásul a jelenetet kétszer vették fel.
A megfelelő zenei világ megteremtése hosszú és nehéz folyamat volt. A film zeneszerzője Vojnits Márton volt, aki a rendező állandó alkotótársa.
A film egyik fele ugyan napjainkban játszódik, de másik fele több mint 30 éve, egy emelkedett hangulatú eseményen. Divatvilága nehezen meghatározható, de igyekeztek hűen visszaadni, így már kosztümös filmnek számít. A ruhákért és a stylingért Cynthia Cheik Asaad, míg a látványért Digi Kővári Attila volt a felelős. Mivel mégis egy fiktív történet, az eredményjelző táblán az elmúlt 100 év olimpiai bajnokait montírozták össze, a Stephan Weissmüller névvel például a Tarzan-filmekből ismert Johnny Weissmuller emléke előtt is tisztelgett a stáb.
A film nagy részét a BVSC-, a moszkvai jeleneteket a Császár-Komjádi Béla Sportuszodában forgatták éjjelente öt napon át, napi 10 órát dolgozva.

## Fesztiválok
- 2016. március 7–17 – 12. Akbanki Rövidfilm Fesztivál, Törökország[6][7][8]
- 2015. december 9–15. Bogoshorts bogotái rövidfilmfesztivál, Columbia[9][10][11]
- 2015. november 12–15. – 31. Interfilm nemzetközi rövidfilmfesztivál(wd), Berlin[12]
- 2015. szeptember – 11. BuSho Nemzetközi Rövidfilm Fesztivál[13][14]
- 2015. augusztus – 40. Odensei Nemzetközi Filmfesztivál(wd) (OFF15), fő versenyébe (The Main Competition) kerülés, Odense[2][15]
- 2015. április – 25. MEDIAWAVE Fesztivál 2015, Komárom[16]
- 2014. október – Magyar Filmhét 2014, Budapest[17]